# Sceriman
Gli Sceriman (talvolta anche Seriman) furono una famiglia aristocratica veneziana.

## Storia
Gli Sceriman erano di antica origine armena e rappresentavano una delle famiglie più in vista della comunità armena di Venezia.
Oriundi del borgo di Nuova Julfa, quartiere armeno di Isfahan, all'epoca capitale dell'Impero Safavide, regno nel quale godevano del rango nobiliare ed erano investiti della contea di Duscharatin, gli Sceriman giunsero in laguna nel 1697, dove praticarono con grande profitto l'attività mercantile. Due anni dopo, nel 1699, il Sacro Romano Imperatore Leopoldo I d'Asburgo innalzò i membri di questa casa al rango di conti d'Ungheria e dei Regni annessi.
Nel 1696 papa Innocenzo XII li aveva insigniti della cittadinanza onoraria della città di Roma; successivamente, gli Sceriman ottennero l'aggregazione agli Ordini nobili di varie località: nel 1736 a quello di Orvieto, nel 1737 a quello di Rodi, nel 1740 a quello di Spoleto, nel 1742 a quello di Viterbo, nel 1749 a quello di Perugia, nel 1751 a quello di Macerata e nel 1791 a quello di Verona. Tra il 1776 e il 1788, infine, allorché il Senato veneziano offrì l'aggregazione al corpo patrizio cittadino a quaranta nuove famiglie, gli Sceriman furono tra le tredici che fecero richiesta di entrarvi: le autorità venete, tuttavia, respinsero la possibilità di un loro ingresso in Maggior Consiglio.
Il 17 maggio 1742, il conte Paolo Sceriman ricevette l'onore della nomina a Ciambellano effettivo dell'arciduchessa Maria Teresa d'Asburgo. Un discendente di questo Paolo, il conte Stefano di Roberto Sceriman, fu a sua volta nominato Ciambellano effettivo dell'Imperatore Francesco II d'Asburgo-Lorena, e successivamente decorato delle insegne di Cavaliere dei Santi Maurizio e Lazzaro dal re di Sardegna Vittorio Emanuele I di Savoia, il 10 ottobre 1818.
Il casato, che a metà Ottocento domiciliava ancora a Venezia, fu riconosciuto nobile nelle persone del suddetto conte Stefano Sceriman, di suo fratello Giovanni Battista e delle rispettive discendenze, con Decreto del 24 luglio 1817, equiparando il loro titolo di conti d'Ungheria a quello di conti dell'Impero d'Austria.

## Membri illustri
- Zaccaria Sceriman (1708 - 1784), letterato veneziano;
- Stefano Domenico Sceriman, O.P. (1729 - 1806), ecclesiastico, fu vescovo di Caorle dal 1776 al 1795 e di Chioggia dal 1795 al 1806.

## Luoghi e architetture
Palazzi
- Palazzo Sceriman, a Venezia, sestiere Cannaregio.
- Palazzo Sceriman ai Gesuiti, o Palazzo Contarini-Sceriman, sempre a Cannaregio.

Ville
- Villa Sceriman, a Boccon, frazione di Vo'.
- Villa Sceriman-Widmann-Rezzonico-Foscari, a Mira.
- Villa Sceriman, a Monterotondo (Livorno)

Altro
Esiste inoltre una via con ponte salizada Seriman in sestiere Cannaregio, a Venezia.